# Gomes Canotilho
José Joaquim Gomes Canotilho, né le 15 août 1941 à Pinhel, est un professeur portugais de droit.

## Biographie
José Joaquim Gomes Canotilho naît le 15 août 1941 à Pinhel,.
Gomes Canotilho est, à côté de Jorge Miranda (pt), un de plus importants spécialistes du Droit constitutionnel au Portugal.
Il fait toutes ses études supérieures à l'École de Droit de l'Université de Coimbra, dont il obtient le diplôme de Docteur en Droit constitutionnel, avec une thèse intitulée Constituição Dirigente e Vinculação do Legislador (en français, Constitution dirigeant et contraignant de le législateur), et où il enseigne des sujets de Droit public, depuis 1972 jusqu'en 2012.
Il publie, parmi d'autres textes, notamment sur le droit constitutionnel, un commentaire en deux volumes sur la Constitution portugaise de 1976, avec Vital Moreira.
Il est vice-recteur de l'Université de Coimbra.
Il est aussi membre du Conseil d'État Portugais, un organisme consultatif des présidents de la République portugaise.

## Distinctions
- Il reçoit le Prix Pessoa, attribué par le journal portugais Expresso[6], en 2003[7].
- Ordre de la Liberté[2].
- Ordre de l'Infant Dom Henri en 2005[7].

## Publications
- Direito Constitucional e Teoria da Constituição. 7.ª Edição - 5.ª Reimpressão, Editora Almedina, 2008.  (ISBN 978-972-40-2106-5)
- A Responsabilidade do Estado por Actos Lícitos
- Constituição, Dirigente e Vinculação do Legislador
- Direito da Propriedade e Defesa do Ambiente e Direitos Fundamentais
- Direito constitucional ambiental brasileiro. São Paulo: Saraiva, 2007.
- Constituição da República Portuguesa Anotada (com Vital Moreira). 4.ª ed., revista, vol I, Coimbra, Coimbra Editora, 2007.  (ISBN 978-972-32-1462-8).
- Estudos sobre Direitos Fundamentais. 1.ª Edição. São Paulo: Editora Revista dos Tribunais, 2008.